# 久保田真知子
久保田 真知子（くぼた まちこ、 2003年3月18日 - ）は、長野県出身の女子スキージャンプ選手。長野県飯山高等学校出身、早稲田大学スキー部所属（学部はスポーツ科学部）。

## 実績
- 第32回全国高等学校選抜スキー大会 女子 スペシャルジャンプ 優勝
- 第95回全日本学生スキー選手権大会 女子1部 ノーマルヒル スペシャルジャンプ 優勝